# Talca
Talca este un oraș cu 201.797 locuitori (2002) capitala regiunii Maule, Chile.